# New York City Police Commissioner

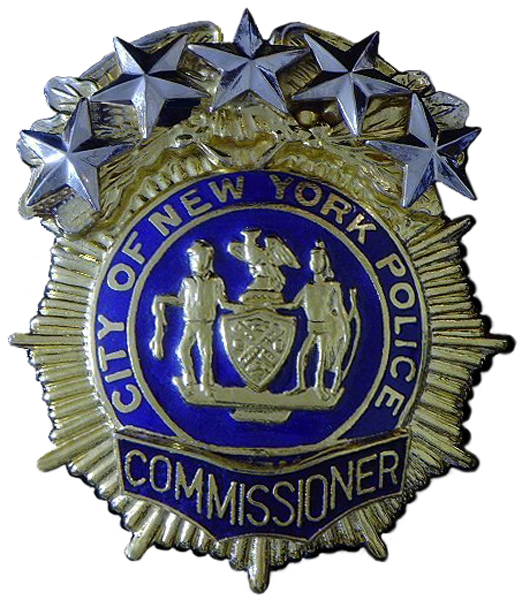
Abzeichen des New York City Police Commissioner

Der New York City Police Commissioner ist der Leiter des New York City Police Department. Der Commissioner wird vom Bürgermeister New York Citys ernannt,  seine Stellung entspricht der eines Polizeipräsidenten in anderen Ländern. In seinem Aufgabengebiet ist er für den laufenden Betrieb des Departments, die Ernennung seiner Stellvertreter und der unterstellten Polizeibeamten verantwortlich. Der Commissioner und seine Stellvertreter sind als vereidigte Zivilisten keine Mitglieder des Polizeidienstes. Es gibt daneben die Position des Chief of Department - diese Position stellt den höchsten Rang der Polizeitruppe dar.

## Bekannte ehemalige Police Commissioner
- Theodore Roosevelt (1895–1897)
- Francis Vinton Greene (1903–1904)
- William McAdoo (1904–1906)
- Lee P. Brown (1990–1992)
- Bill Bratton (1994–1996)
- Keechant Sewell (2022–2023)

## Trivia
- Mit über 13 Dienstjahren in zwei nicht aufeinander folgenden Amtsperioden (1992–1994, 2002–2013)[1] ist Raymond Kelly der bisher am längsten amtierende Police Commissioner.
- In der US-amerikanischen Krimiserie Blue Bloods – Crime Scene New York wird das Leben einer fiktiven, seit mehreren Generation in der Polizeiarbeit verwurzelten Familie thematisiert, deren Familienoberhaupt Frank Reagan (gespielt von Tom Selleck) amtierender Police Commissioner des NYPD ist.